# Огризківці
Огри́зківці — село в Україні, у Лановецькій міській громаді Кременецького району Тернопільської області. Розташоване на річці Буглівка, на півдні району. До 2020 року підпорядковане Буглівській сільській раді. 
Розташоване на лівому березі р. Буглівка за 14 км від центру громади і 16 км від найближчої залізничної станції Ланівці.

## Історія
Перша писемна згадка — 1565 рік. Назва походить, імовірно, від слова «огризок» (залишок поселення, котре знищили татари).
Від 1795 року село належало до Волинської губернії.
Унаслідок епідемії чуми в 1849—1850 померло 1100 жителів сіл Буглів, Люлинці й Огризківці. У 1918—1919 в Огризківцях діяла початкова школа.
На 1936 рік село входило до ґміни Білозірка Кременецького повіту.
Для побудови шкільного приміщення в Буглові (1937) мешканець Огризківців Ісаак Прокопчук пожертвував 10 тисяч цеглин і 8 куб. метрів каменю.
У вересні 1939 року село було окуповано радянською владою.
Від липня 1941 до березня 1944 року Огризківці — під нацистською окупацією. У червні 1943 року через село пройшов загін радянських партизанів під проводом Сидора Ковпака. У червні того ж року поблизу Огризківців повстанська сотня «Крука» розгромила німецький загін, який відбирав у селян продовольство. Внаслідок військової операції було вбито 18 нацистів (разом із комендантом-ляндвіртом), один повстанець отримав поранення.
В УПА воювали мешканці села Григорій Богач (1925 р. н.), Федір Дундій (1920 р. н.) і Сергій Кудлюк (1924 р. н.).
У Червоній армії на фронтах німецько-радянської війни загинули жителі Огризківців Павло Гудзюк (1924—1944), Іван Загребельний (1899—1944), Гнат Коваль(1914—1944), Іван Мацюк (1919—1941); троє зникли безвісти.
На початку 1960-х років у селі побудували тваринницькі ферми, що належали до колгоспу (центральна садиба у с. Буглів), тоді ж відкрили крамницю.
12 червня 2020 року, відповідно до розпорядження Кабінету Міністрів України № 724-р «Про визначення адміністративних центрів та затвердження територій територіальних громад Тернопільської області» увійшло до складу Лановецької міської громади.
19 липня 2020 року, в результаті адміністративно-територіальної реформи та ліквідації Лановецького району, село увійшло до складу Кременецького району.

## Релігія
Є капличка УАПЦ, Дім молитви УЦХВЄ.

## Соціальна сфера
Діє торговий заклад.

## Пам'ятки
Поблизу села в межах лісового урочища «Огризківці» є ботанічна пам'ятка природи «Огризківські буки» (0,08 га), де під охороною — двоє дерев віком понад 200 р. і діаметром 115 та 125 см, що мають науково-пізнавальну та естетичну цінність.

## Населення
Дворів у 2014 році — 91.
| Чисельність населення, осіб | Чисельність населення, осіб | Чисельність населення, осіб | Чисельність населення, осіб | Чисельність населення, осіб | Чисельність населення, осіб | Чисельність населення, осіб | Чисельність населення, осіб | Чисельність населення, осіб | Чисельність населення, осіб | Чисельність населення, осіб | Чисельність населення, осіб | Чисельність населення, осіб | Чисельність населення, осіб | Чисельність населення, осіб | Чисельність населення, осіб |
| 1900                        | 1910                        | 1921                        | 1931                        | 1938                        | 1959                        | 1970                        | 1979                        | 1989                        | 2001                        | 2001                        | 2011                        | 2013                        | 2014                        | 2015                        | 2016                        |
| --------------------------- | --------------------------- | --------------------------- | --------------------------- | --------------------------- | --------------------------- | --------------------------- | --------------------------- | --------------------------- | --------------------------- | --------------------------- | --------------------------- | --------------------------- | --------------------------- | --------------------------- | --------------------------- |
|                             |                             |                             |                             |                             |                             |                             |                             |                             |                             | 293                         |                             |                             | 231                         |                             |                             |

### Відомі люди

#### Народилися
- економіст, господарник, громадський діяч, Герой України, заслужений працівник сільського господарства України Василь Петринюк (нар. 1952).
- кандидат фізико-математичних наук, доцент Тернопільського національного економічного університету Якімов Федір Павлович (нар. 1944).

## Галерея

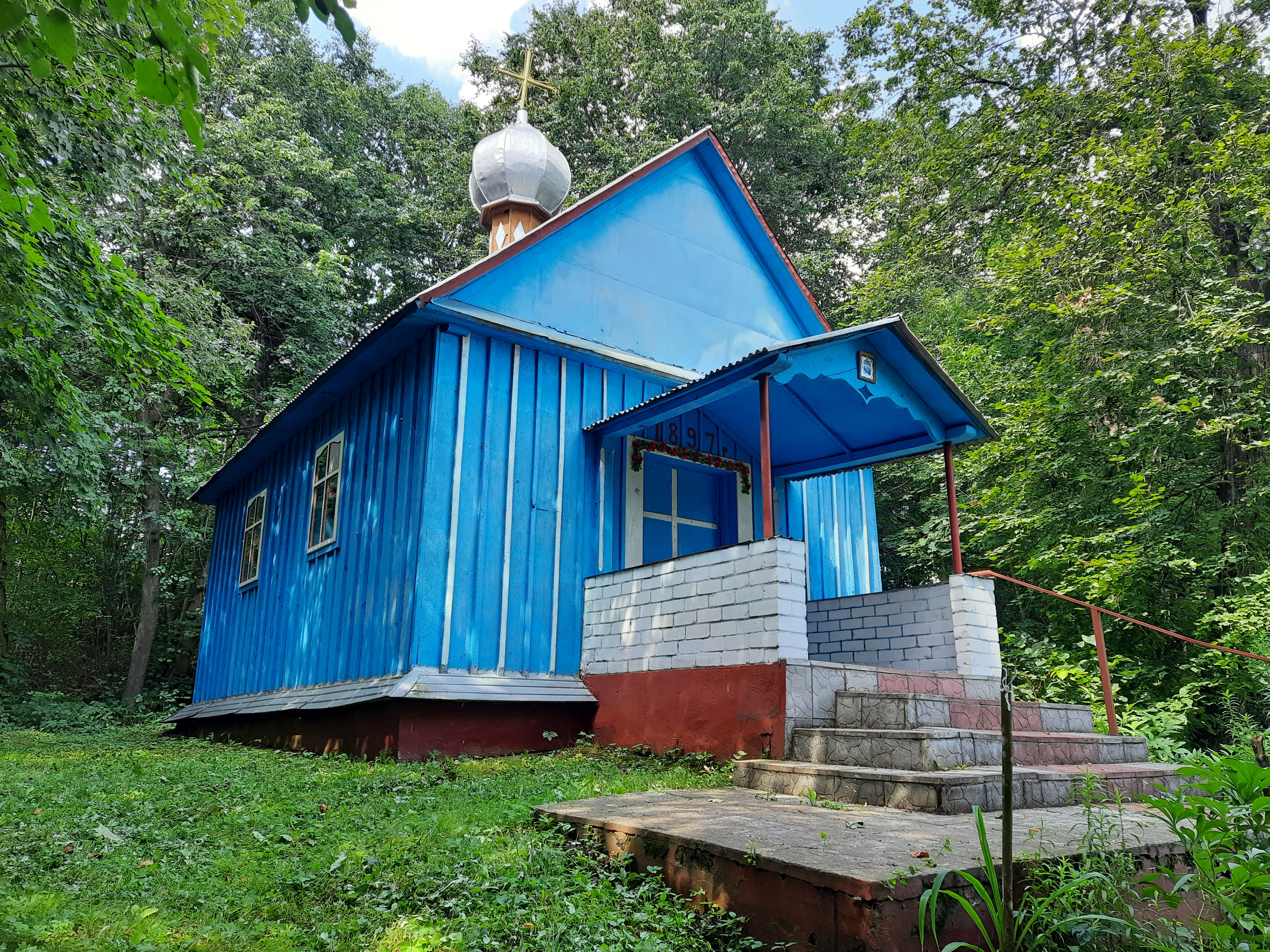
Каплиця
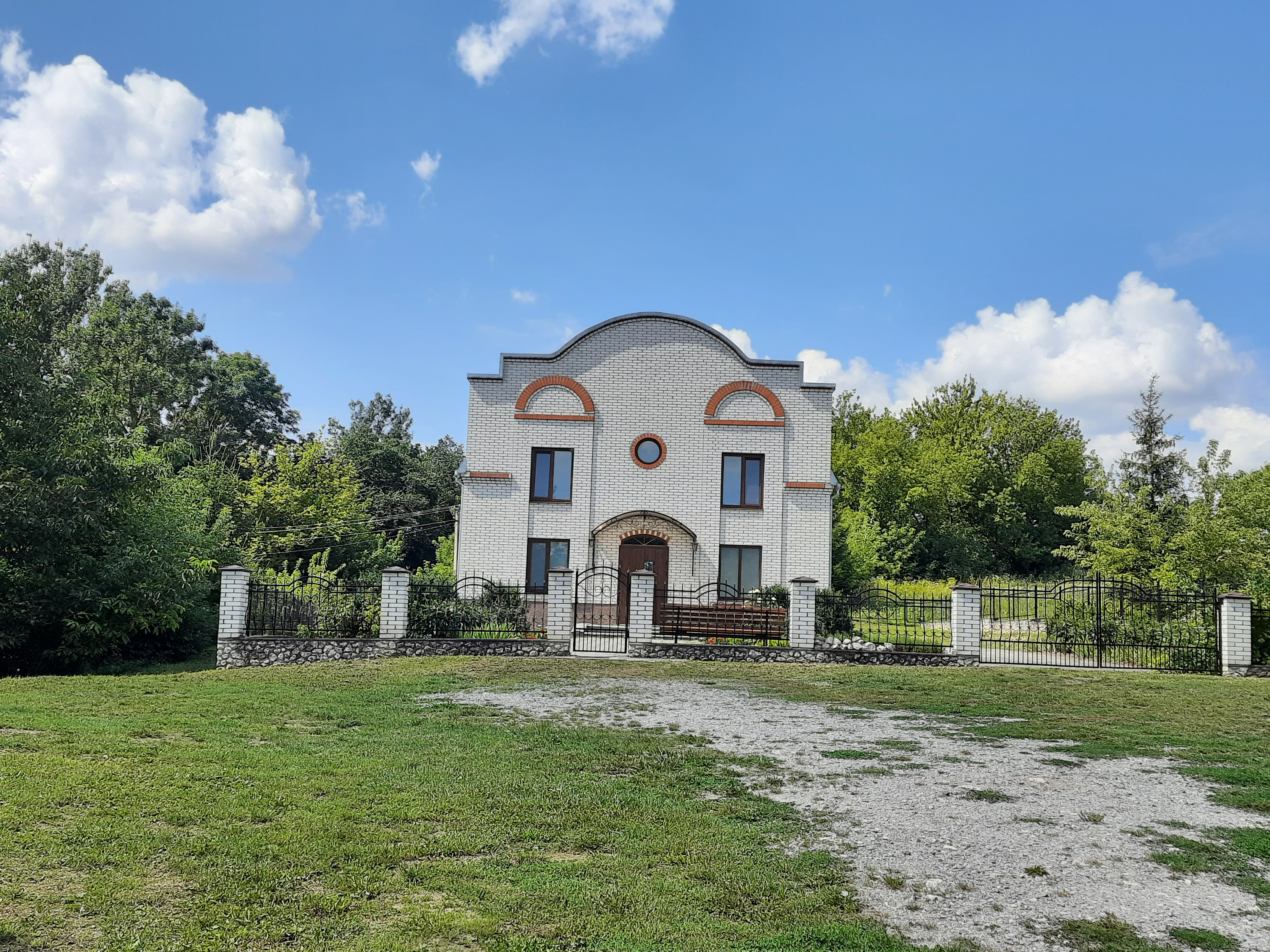
Дім молитви
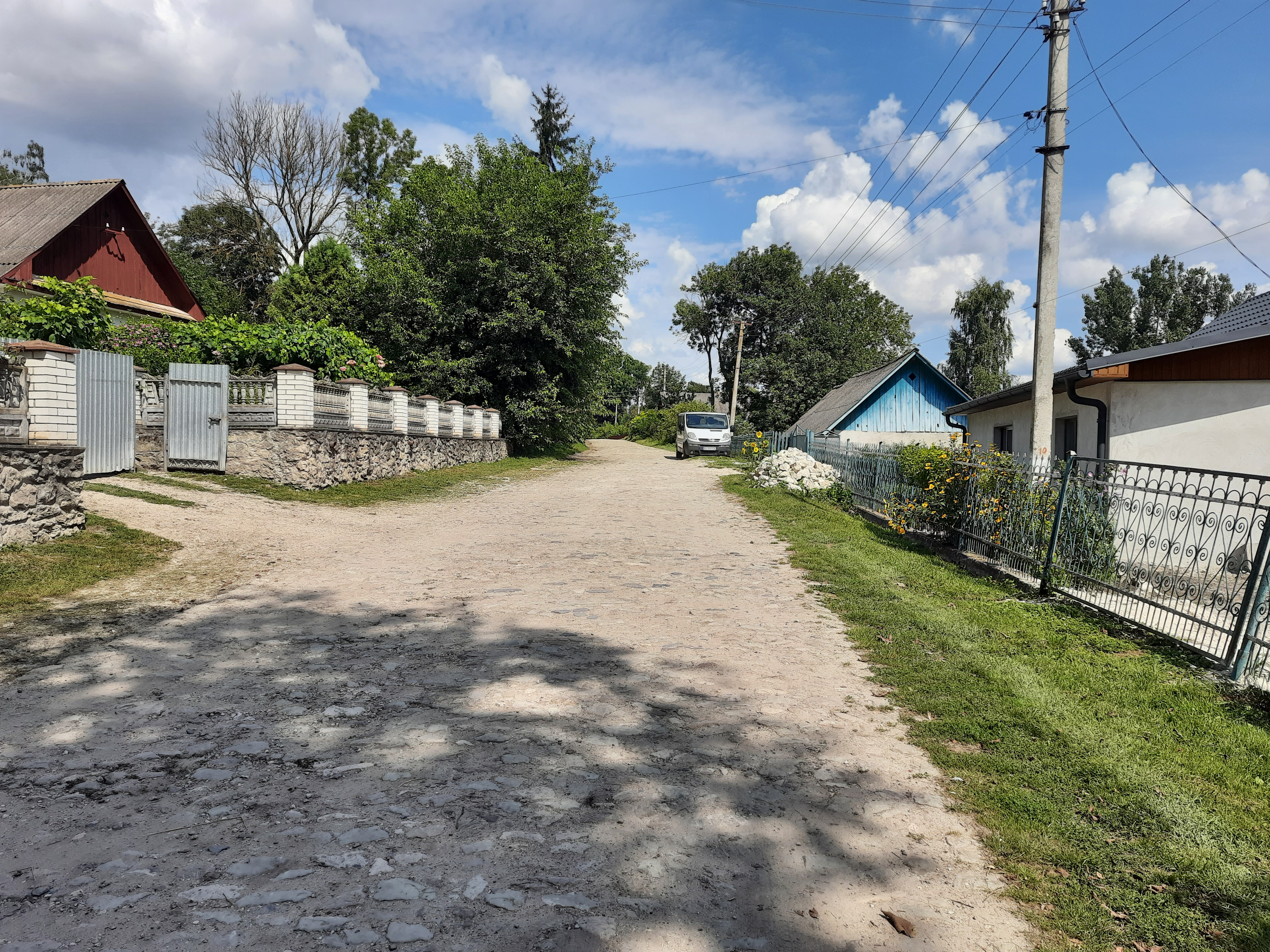
Сільська вулиця
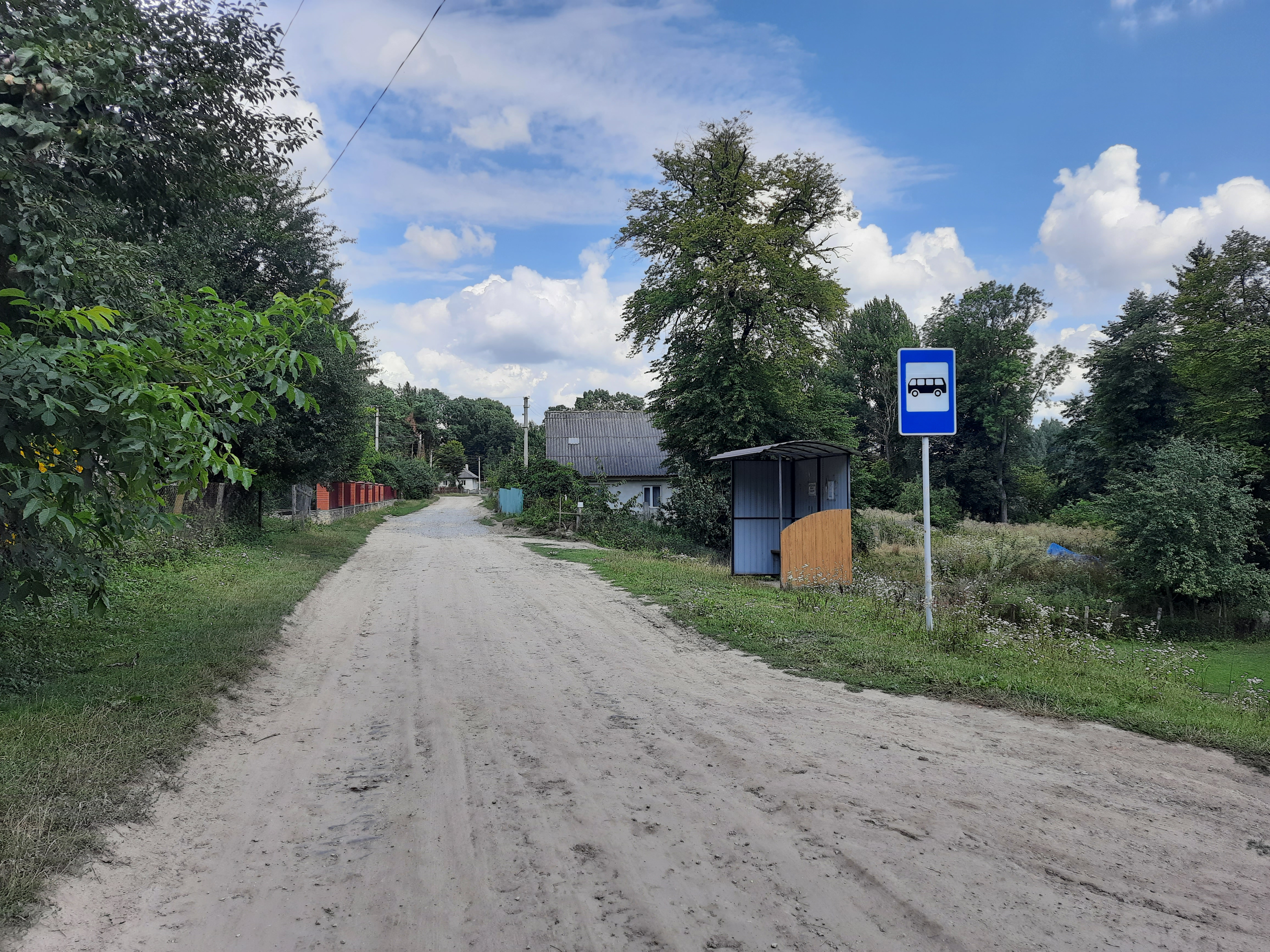
Автобусна зупинка
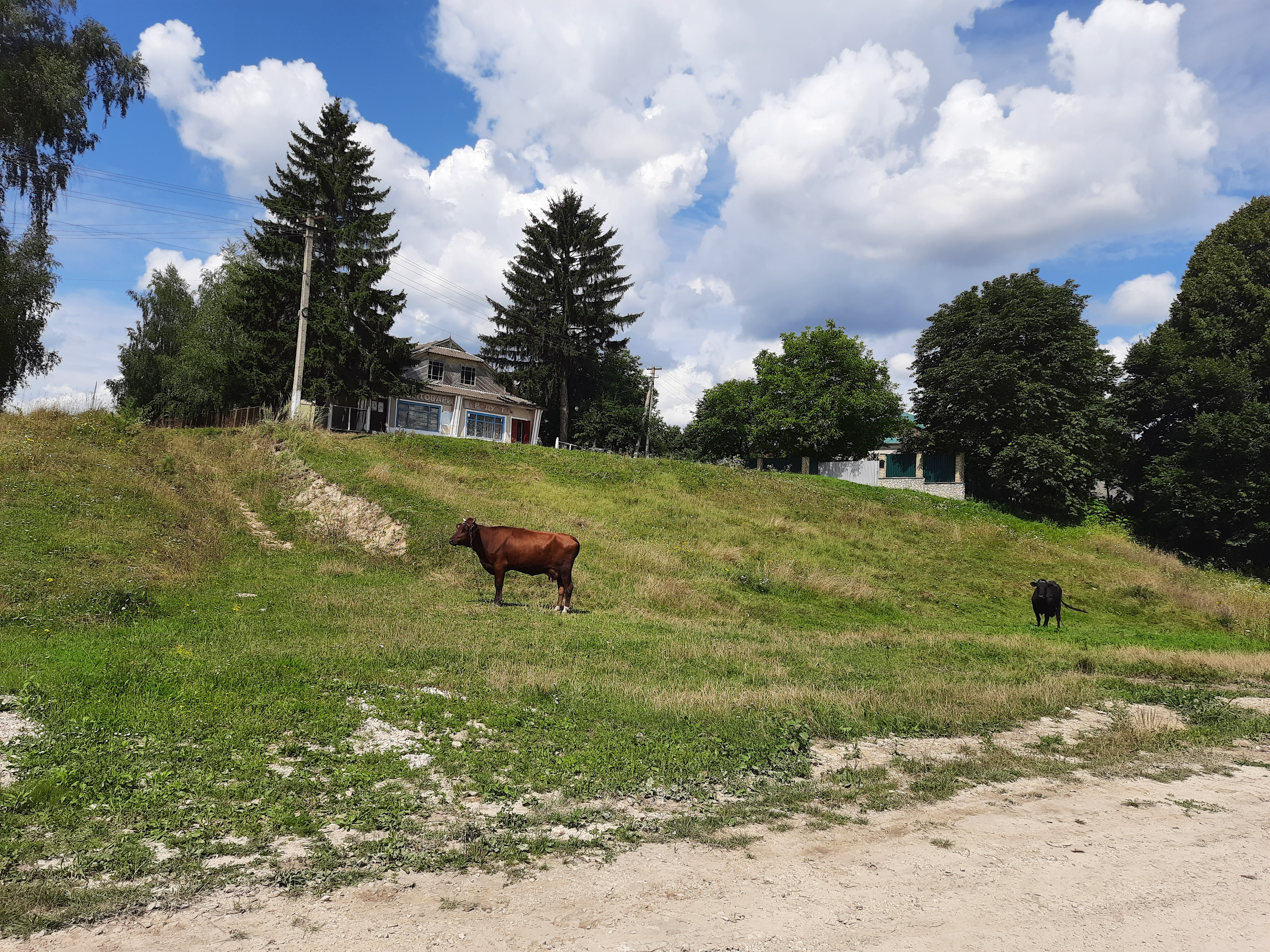
Сільський пейзаж.